# Annie (phim 2014)
Annie là một phim hài chính kịch nhạc kịch của Mỹ năm 2014 do Will Gluck đạo diễn, sản xuất bởi Village Roadshow Pictures và Overbrook Entertainment của Will Smith, cho Sony Pictures' Columbia Pictures. Là một bản chuyển thể đương đại từ vở nhạc kịch Broadway cùng tên. Phim có sự tham gia của Quvenzhané Wallis, Jamie Foxx, Rose Byrne, Bobby Cannavale và Cameron Diaz.